# Золт
Золт (рум. Zolt) — село у повіті Тіміш в Румунії. Входить до складу комуни Фирдя.
Село розташоване на відстані 335 км на північний захід від Бухареста, 79 км на схід від Тімішоари.

## Населення
За даними перепису населення 2002 року у селі проживали 218 осіб, усі — румуни. Усі жителі села рідною мовою назвали румунську.